# Natação nos Jogos Olímpicos de Verão de 1988 - 100 m borboleta feminino
A competição dos 100 metros borboleta feminino da natação nos Jogos Olímpicos de Verão de 1988 foi disputada no dia 23 de setembro no  Jamsil Indoor Swimming Pool em Seul, Coreia do Sul.

## Medalhistas
| Ouro   | GDR Kristin Otto  |
| Prata  | GDR Birte Weigang |
| Bronze | CHN Qian Hong     |

## Recordes
Antes desta competição, os recordes mundiais e olímpicos da prova eram os seguintes:
| Tipo | Atleta                | Tempo | Local                       | Data                 |
| ---- | --------------------- | ----- | --------------------------- | -------------------- |
|      | Mary T. Meagher (USA) | 57.93 | Brown Deer, Estados Unidos  | 16 de agosto de 1981 |
|      | USA Mary T. Meagher   | 59.05 | Los Angeles, Estados Unidos | 2 de agosto de 1984  |

Os seguintes recordes mundiais ou olímpicos foram estabelecidos durante esta competição:
| Data           | Evento  | Atleta           | Tempo | Notas            |
| -------------- | ------- | ---------------- | ----- | ---------------- |
| 21 de setembro | Final A | GDR Kristin Otto | 59.00 | Recorde olímpico |

## Resultados

### Eliminatórias
Regra: As oito nadadoras mais rápidas avançam à final A (Q), enquanto as oito seguintes, à final B (q).
| Pos. | Raia | Nadador               | CON                    | Tempo   | Notas |
| ---- | ---- | --------------------- | ---------------------- | ------- | ----- |
| 1    | 5    | Catherine Plewinski   | FRA França             | 59.34   | Q,    |
| 2    | 4    | Birte Weigang         | GDR Alemanha Oriental  | 59.97   | Q     |
| 3    | 5    | Kristin Otto          | GDR Alemanha Oriental  | 1:00.40 | Q     |
| 4    | 4    | Qian Hong             | CHN China              | 1:00.66 | Q     |
| 5    | 5    | Conny van Bentum      | NED Países Baixos      | 1:00.94 | Q     |
| 6    | 3    | Janel Jorgensen       | USA Estados Unidos     | 1:00.97 | Q     |
| 7    | 4    | Wang Xiaohong         | CHN China              | 1:01.18 | Q     |
| 8    | 3    | Mary T. Meagher       | USA Estados Unidos     | 1:01.48 | Q     |
| 9    | 5    | Svitlana Kopchykova   | URS União Soviética    | 1:01.85 | q     |
| 10   | 5    | Fiona Alessandri      | AUS Austrália          | 1:01.90 | q     |
| 11   | 3    | Neviana Miteva        | BUL Bulgária           | 1:02.01 | q     |
| 12   | 3    | Kiyomi Takahashi      | JPN Japão              | 1:02.04 | q     |
| 13   | 3    | Ilaria Tocchini       | ITA Itália             | 1:02.07 | q     |
| 14   | 4    | Jacqueline Delord     | FRA França             | 1:02.24 | q     |
| 15   | 5    | Gabi Reha             | FRG Alemanha Ocidental | 1:02.27 | q     |
| 16   | 4    | Takayo Kitano         | JPN Japão              | 1:02.39 | q     |
| 17   | 2    | María Luisa Fernández | ESP Espanha            | 1:02.47 |       |
| 18   | 4    | Caroline Foot         | GBR Grã-Bretanha       | 1:02.76 |       |
| 19   | 4    | Ina Beyermann         | FRG Alemanha Ocidental | 1:02.85 |       |
| 20   | 5    | Jane Kerr             | CAN Canadá             | 1:02.91 |       |
| 21   | 3    | Annabelle Cripps      | GBR Grã-Bretanha       | 1:03.34 |       |
| 22   | 5    | Agneta Eriksson       | SWE Suécia             | 1:03.45 |       |
| 23   | 4    | Andrea Nugent         | CAN Canadá             | 1:03.69 |       |
| 24   | 3    | Emanuela Viola        | ITA Itália             | 1:03.91 |       |
| 24   | 3    | Stela Pura            | ROM Romênia            | 1:03.91 |       |
| 26   | 2    | Lee Hong-mi           | KOR Coreia do Sul      | 1:04.36 |       |
| 27   | 2    | Sandra Neves          | POR Portugal           | 1:04.60 |       |
| 28   | 2    | Blanca Morales        | GUA Guatemala          | 1:05.02 |       |
| 29   | 2    | Marlene Bruten        | MEX México             | 1:05.37 |       |
| 30   | 2    | Kim Soo-jin           | KOR Coreia do Sul      | 1:06.14 |       |
| 31   | 2    | Hung Cee Kay          | HKG Hong Kong          | 1:06.94 |       |
| 32   | 2    | Chang Hui-chien       | TPE Taipé Chinês       | 1:07.36 |       |
| 33   | 1    | Marcela Cuesta        | CRC Costa Rica         | 1:07.66 |       |
| 34   | 1    | Nguyễn Kiều Oanh      | VIE Vietnã             | 1:07.96 |       |
| 35   | 1    | Ana Joselina Fortin   | HON Honduras           | 1:07.99 |       |
| 36   | 1    | Annemarie Munk        | HKG Hong Kong          | 1:08.35 |       |
| 37   | 1    | Sharon Pickering      | FIJ Fiji               | 1:10.51 |       |
| 38   | 1    | Cina Munch            | FIJ Fiji               | 1:12.03 |       |
| 39   | 1    | Elsa Freire           | ANG Angola             | 1:12.27 |       |
| 40   | 1    | Barbara Gayle         | GUM Guam               | 1:12.84 |       |

### Finais

#### Final B
| Pos. | Raia | Nadador             | CON                    | Tempo   | Notas |
| ---- | ---- | ------------------- | ---------------------- | ------- | ----- |
| 9    | 4    | Svitlana Kopchykova | URS União Soviética    | 1:01.48 |       |
| 10   | 6    | Kiyomi Takahashi    | JPN Japão              | 1:01.80 |       |
| 11   | 7    | Jacqueline Delord   | FRA França             | 1:02.45 |       |
| 12   | 3    | Neviana Miteva      | BUL Bulgária           | 1:02.47 |       |
| 13   | 5    | Fiona Alessandri    | AUS Austrália          | 1:02.51 |       |
| 14   | 8    | Takayo Kitano       | JPN Japão              | 1:02.53 |       |
| 15   | 1    | Gabi Reha           | FRG Alemanha Ocidental | 1:02.63 |       |
| 16   | 2    | Ilaria Tocchini     | ITA Itália             | 1:02.78 |       |

#### Final A
| Pos.              | Raia | Nadador             | CON                   | Tempo   | Notas            |
| ----------------- | ---- | ------------------- | --------------------- | ------- | ---------------- |
| Medalha de ouro   | 3    | Kristin Otto        | GDR Alemanha Oriental | 59.00   | Recorde olímpico |
| Medalha de prata  | 5    | Birte Weigang       | GDR Alemanha Oriental | 59.45   |                  |
| Medalha de bronze | 6    | Qian Hong           | CHN China             | 59.52   |                  |
| 4                 | 4    | Catherine Plewinski | FRA França            | 59.58   |                  |
| 5                 | 7    | Janel Jorgensen     | USA Estados Unidos    | 1:00.48 |                  |
| 6                 | 2    | Conny van Bentum    | NED Países Baixos     | 1:00.62 |                  |
| 7                 | 8    | Mary T. Meagher     | USA Estados Unidos    | 1:00.97 |                  |
| 8                 | 1    | Wang Xiaohong       | CHN China             | 1:01.15 |                  |